# Station Bardon Mill
Bardon Mill is een spoorwegstation in Engeland. 